# Kraftwerk Wildegg
Das Kraftwerk Wildegg war ein Laufwasserkraftwerk der Jura-Cement-Fabriken an der Aare bei Wildegg im Kanton Aargau, das von 1890 bis 1945 betrieben wurde. Die Wasserrechte des Ausleitungskraftwerks wurden vom Kraftwerk Rupperswil-Auenstein übernommen und der Betrieb des Kraftwerks der Zementfabrik eingestellt. Rupperswil-Auenstein lieferte bis zum Ende der Konzession des Kraftwerks Wildegg Ersatzenergie an die Zementfabrik. 

## Geschichte

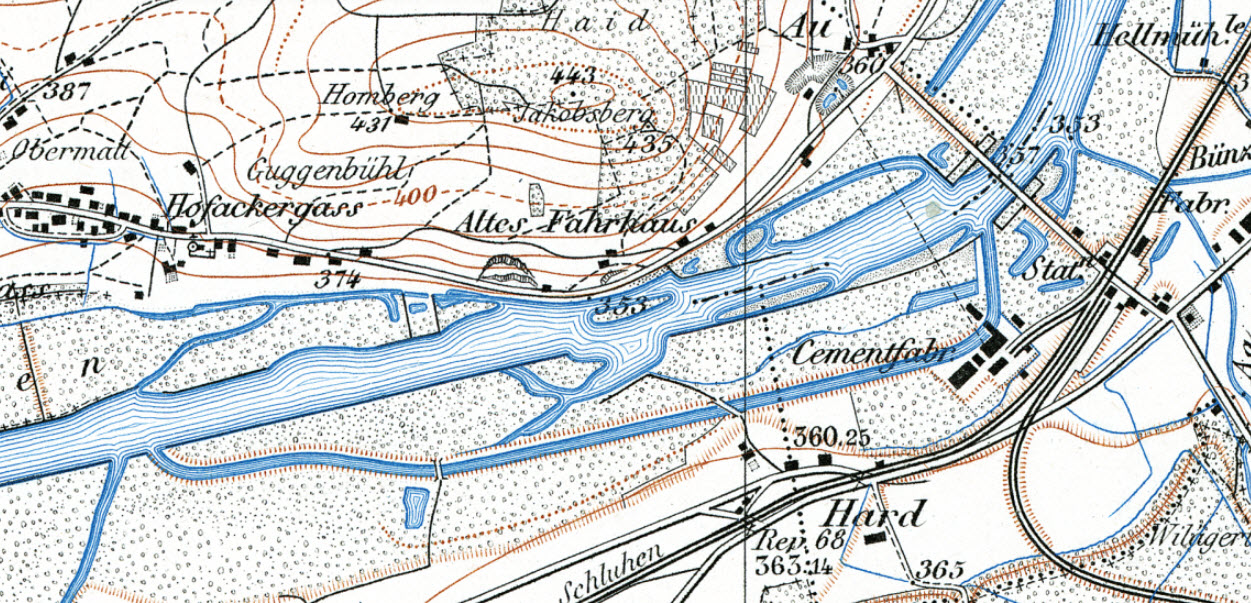
JCF-Kraftwerk Wildegg, zustand vor dem Bau des Stauwehrs ca. 1895

Die Zementfabrik Wildegg mit hauseigenem Kraftwerk wurde nach zweijähriger Bauzeit 1890 in Betrieb genommen. Das Wasser wurde im Rupperswiler Schachen gefasst▼ und durch einen Werkkanal zum Maschinenhaus▼ des Kraftwerks geleitet, das sich zwischen den beidseits des Kanals angeordneten Gebäudekomplexen der Zementfabrik befand. Der Unterwasserkanal mündete▼ ungefähr 80 m oberhalb der Aarebrücke in Wildegg in den Fluss. 
1893 erfolgte ein erster Ausbau des Werks. Um dem Kraftwerk mehr Wasser zuzuführen, wurde 1895 in der Aare ein Stauwehr▼ errichtet. 1911 wurde der im Maschinenhaus angeordnete Überlauf entfernt und durch einen Kanal oberhalb des Maschinenhauses ersetzt. Der frei gewordene Platz wurde zum Einbau einer weiteren Turbine genutzt, die 1913 in Betrieb ging. Der Überlaufkanal war durch ein gewichtbelastetes Klappenwehr▼ verschlossen, das durch den steigendem Wasserstand automatisch geöffnet wurde.
1928 standen sieben Turbinen in Betrieb – vier Francis-Turbinen und drei ältere Jonval-Turbinen, von denen im selben Jahr zwei durch Francis-Turbinen ersetzt wurden. Das Kraftwerk konnte eine Leistung von 2400 PS abgegeben, wovon der grösste Teil mithilfe eines Transmissionsstrangs und Seilgetriebes zu den Arbeitsmaschinen übertragen wurde. Lediglich eine 80 PS-Francis-Turbine diente dem Antrieb eines Gleichstromgenerators für die Werksbeleuchtung. Die Turbinen stammten von Rieter aus Winterthur und der Maschinenfabrik Bell aus Kriens bei Luzern.